# Tagebau Turów

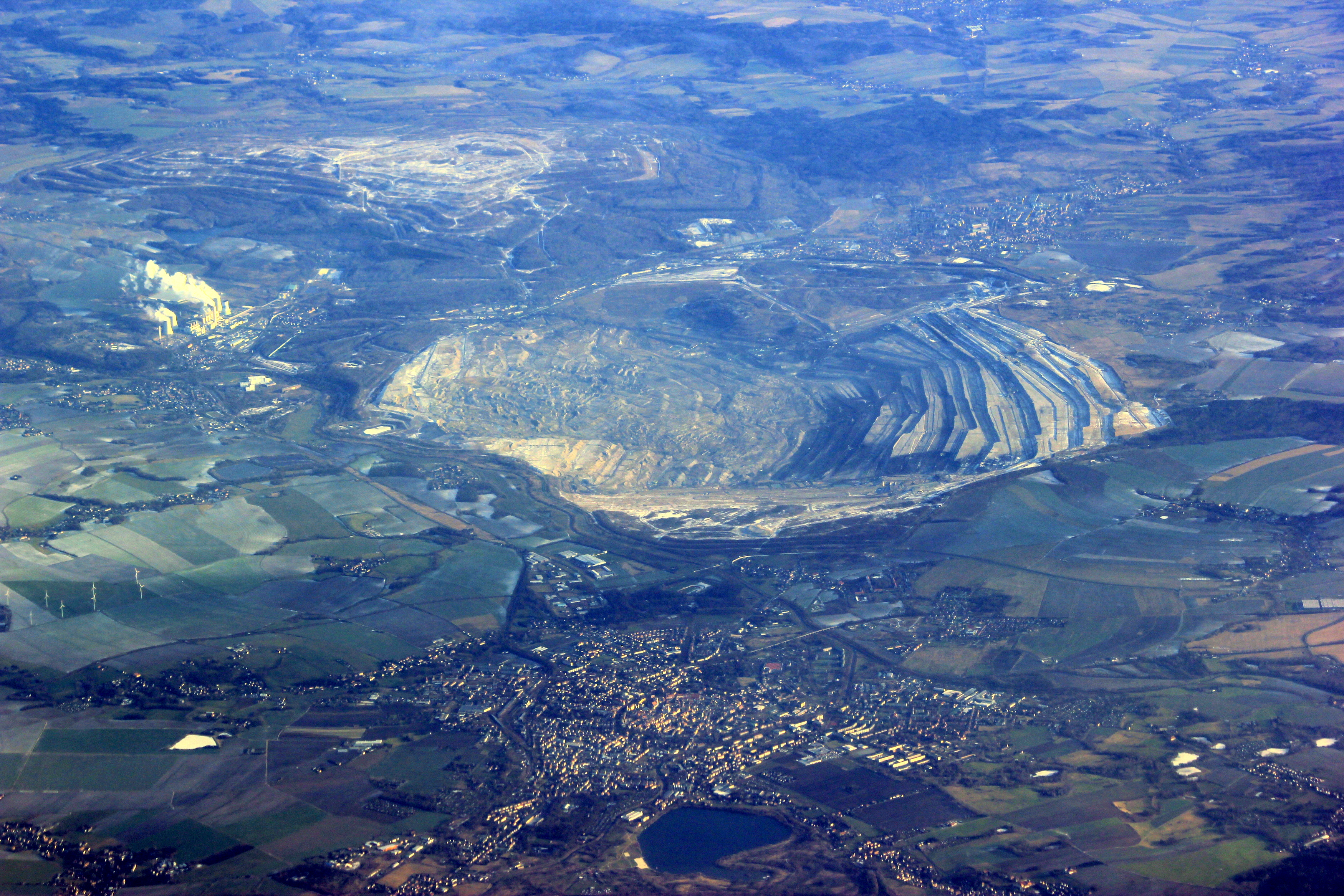
Luftaufnahme von Tagebau und Kraftwerk Turów mit Zittau am unteren Bildrand

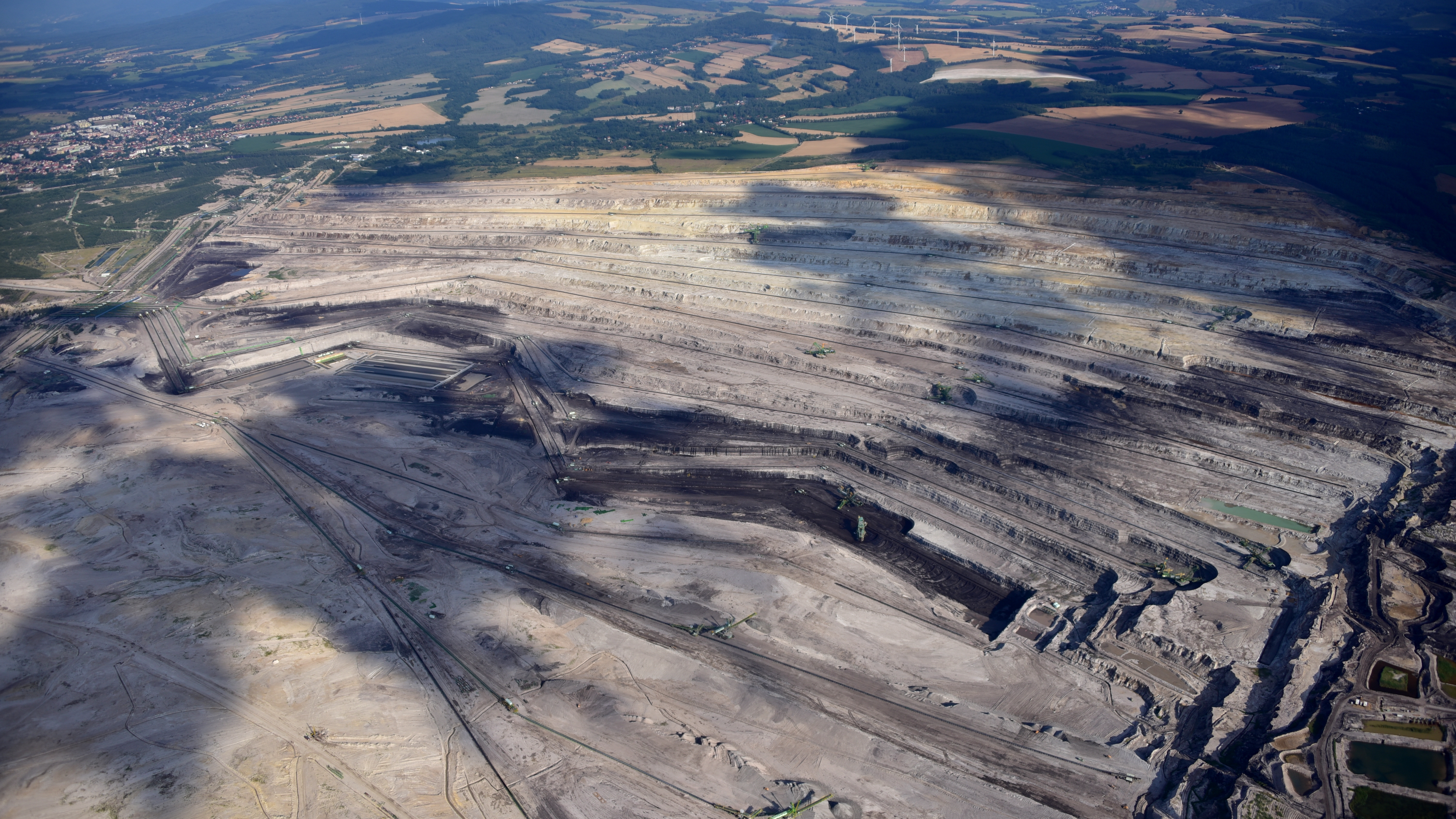
Tagebau Turów, Luftaufnahme (2019)

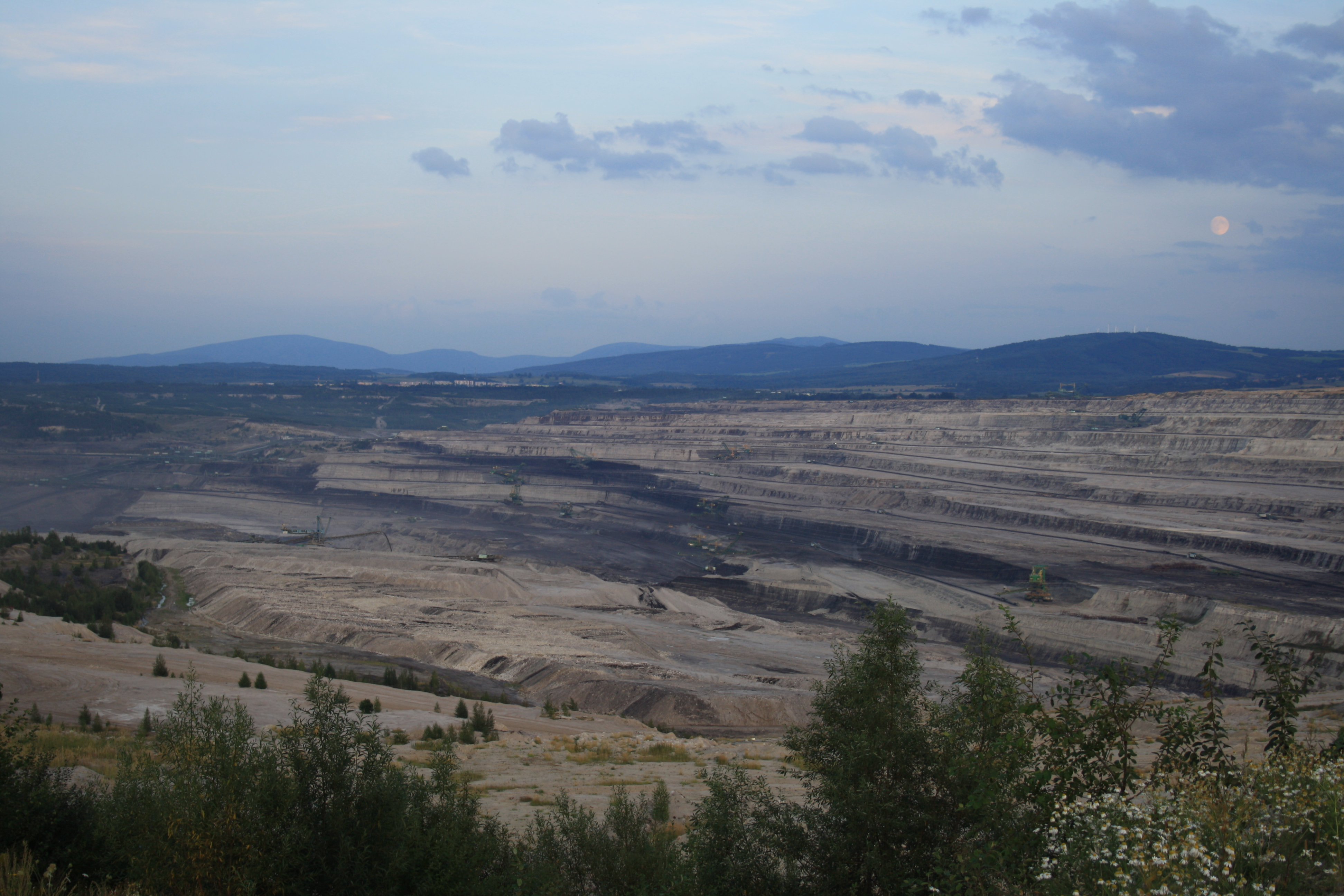
Tagebau Turów (2009)

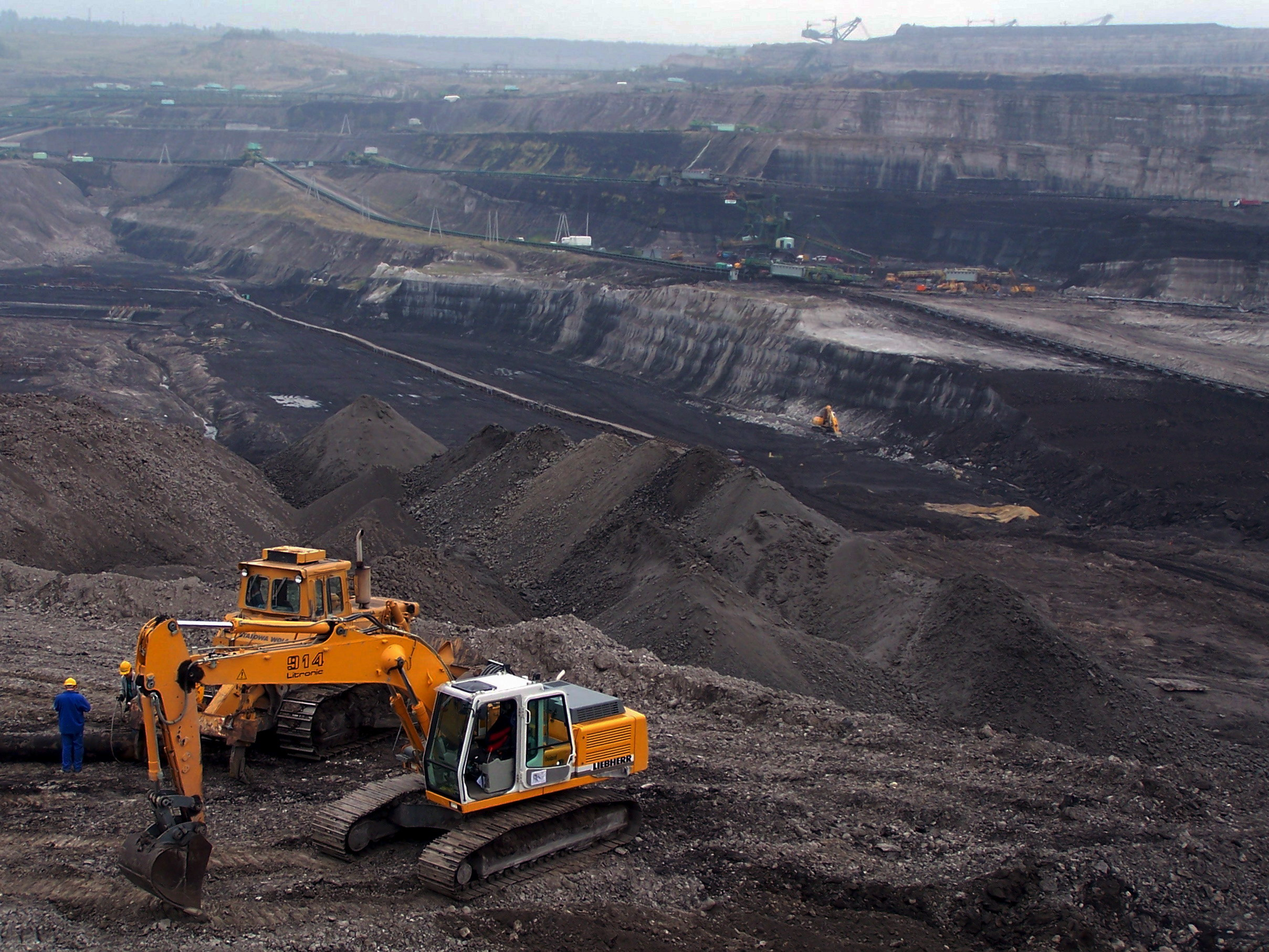
Tagebau Turów

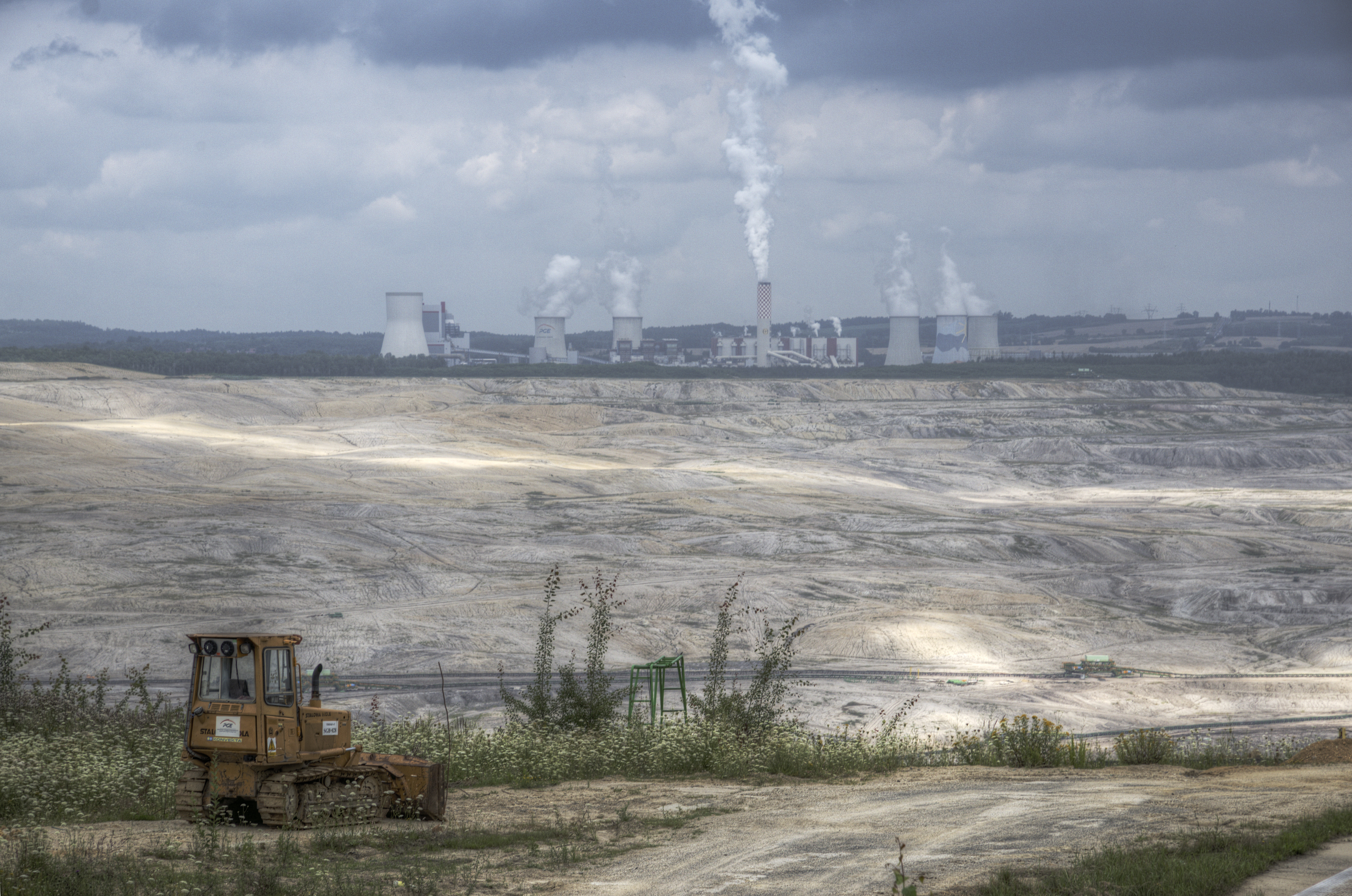
Tagebau Turów und Kraftwerk

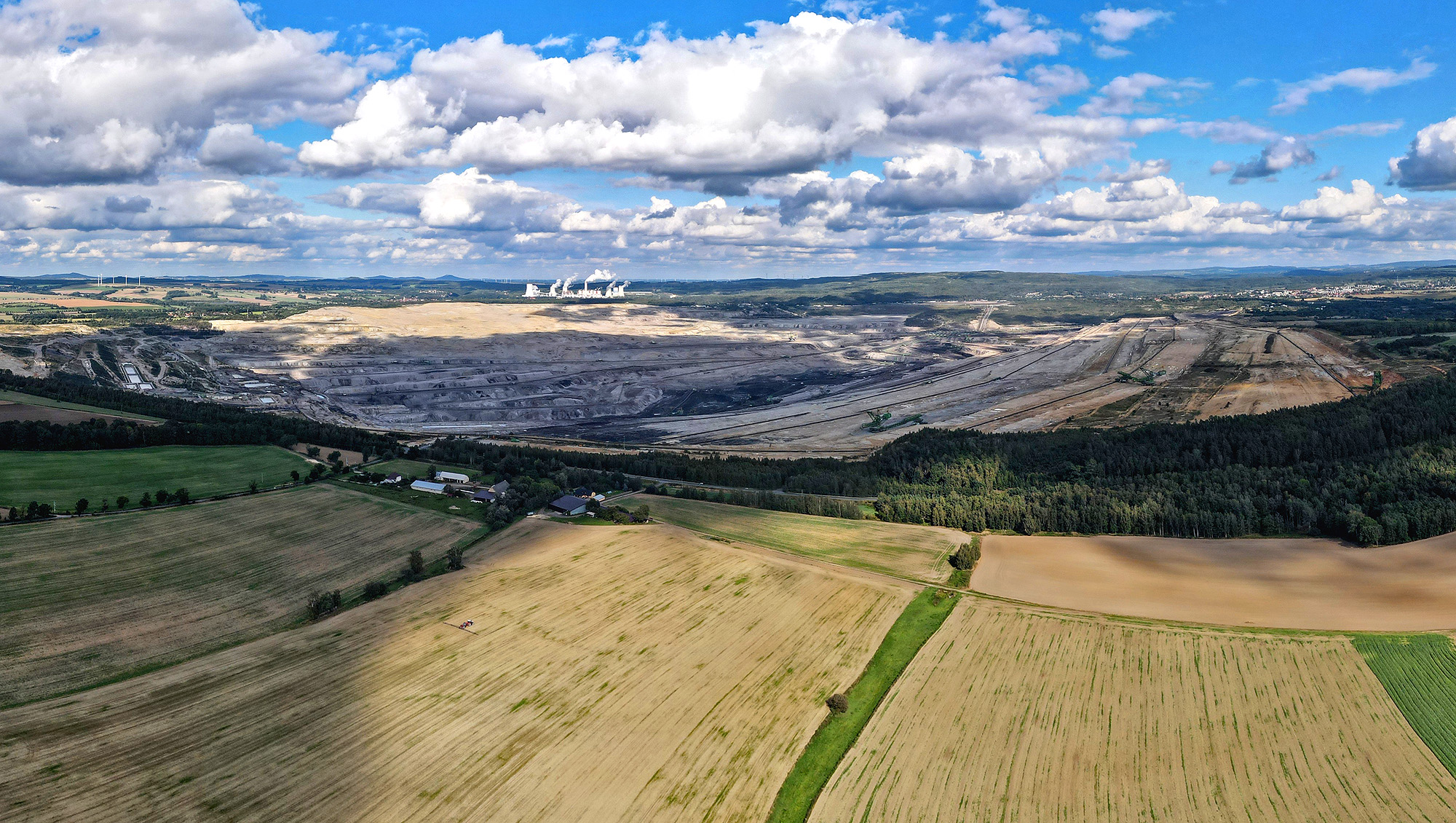
Tagebau-Gesamtansicht von Süden

Der Tagebau Turów, offiziell PGE Górnictwo i Energetyka Konwencjonalna S.A., Oddział KWB Turów, ist ein Braunkohlengroßtagebau im Oberlausitzer Bergbaurevier in  Polen. Er befindet sich östlich der Lausitzer Neiße auf dem Gebiet der Gemeinde Bogatynia. Betreiber ist die Polska Grupa Energetyczna (PGE).

## Ausdehnung
Das Grubengelände umfasst einschließlich der Abraum- und Aschenhalde eine Fläche von rund 50 km².
Der Tagebau Turów (polnisch Kopalnia Węgla Brunatnego Turów) erstreckt sich auf 28 km² im Zittauer Becken über das gesamte Terrain zwischen der Lausitzer Neiße und der Küpper (Miedzianka), er wird umgeben von den Orten Bogatynia, Opolno Zdrój (Bad Oppelsdorf), Białopole (Sommerau), Sieniawka (Kleinschönau), Drausendorf, Hirschfelde und Turoszów (Türchau). In der Grube Turów waren im Jahre 2004 ca. 1100 Arbeitnehmer beschäftigt, die Fördermenge des Tagebaus stellte mit 16,3 Millionen Tonnen 23 % der polnischen Braunkohlenförderung dar. In der Grube arbeiten zwölf große Schaufelradbagger, darunter ein Bagger KWK-1500s mit einer Leistungsfähigkeit von 4200 m³/h, und vier Absetzer, darunter ein ZGOT-11500 mit einer Leistungsfähigkeit 11500 m³/h. Die Gesamtlänge der Förderbänder beträgt 79 km. Seit 1947 wurden im Tagebau Turów 842 Millionen Tonnen Braunkohle abgebaut und ca. 1,8 Milliarden Kubikmeter Abraum abtransportiert. Täglich werden 32.000 Tonnen Rohbraunkohle auf Förderbändern zum Kraftwerk Turów geliefert, das entspricht 16 Güterzügen mit 40 Waggons zu je 50 t. Die Kohlenvorräte des Tagebaus Turów werden auf 373 Millionen Tonnen geschätzt, sie werden bei einer jährlichen Förderung von 12 Millionen Tonnen etwa im Jahre 2040 abgebaut sein. Bis dahin soll die Grube, die im Jahre 2003 eine Tiefe von 225 m erreicht hatte (entspricht in etwa Meeresniveau), noch bis auf 300 m Tiefe und 55 km² erweitert werden. In dem Tagebau werden auch Zuschlagstoffe sowie Lehm und Ton für die Keramikindustrie und chemische Industrie gefördert.
Die nordöstlich davon auf dem Königshainer Rücken angelegte Abraum- und Aschehalde (Koordinaten: ▼, polnisch Zwałowisko zewnętrzne KWB Turów) hat eine Ausdehnung von 21,75 km². Sie liegt zwischen den Orten Bogatynia, Markocice (Markersdorf), dem devastierten Wigancice Żytawskie (Weigsdorf), Wyszków (Maxdorf), Działoszyn (Königshain), Zatonie (Seitendorf) und Turoszów; im Südosten reicht sie bis in die Nähe der tschechischen Grenze. Auf der Halde lagern 1,7 Milliarden Kubikmeter Kippgut, sie hat eine maximale Höhe von 245 m über der Umgebung.
Durch den Braunkohlenabbau sind die Ortschaften Dornhennersdorf, Biedrzychowice Górne (Friedersdorf), Gießmannsdorf, Rybarzowice (Reibersdorf) und Pasternik (Zittel) vollständig verschwunden. Turoszów, Zatonie und Wigancice Żytawskie wurden ebenfalls fast gänzlich devastiert. Auch Teile von Sieniawka, Bogatynia und Wald fielen dem Tagebau zum Opfer. In der Grube gingen das Schloss Gießmannsdorf und beide Schlösser in Reibersdorf sowie die Trasse der Schmalspurbahn Zittau–Hermsdorf von Zittau über Bogatynia nach Markocice verloren. Die Gegend ist im Luftbild als schmaler Streifen polnischen Hoheitsgebietes zwischen deutscher und tschechischer Grenze auszumachen; kennzeichnend ist dabei, dass weite Teile des Territoriums überhaupt als Grubengelände erkennbar sind. Im unmittelbar an der Lausitzer Neiße gelegenen Zittauer Ortsteil Drausendorf traten Gebäudeschäden auf, deren Ursache in dem Tagebau zu sehen sind, da dieser bis auf einen Schutzpfeiler an der Neiße in die unmittelbare Nähe der Stadt vorgerückt ist.
Im Zuge der geplanten Erweiterung werden auch Białopole und große Teile von Opolno Zdrój devastiert werden. Die bis in die 2000er Jahre noch über Białopole, Wald und Opolno Zdrój führende Straße von Sieniawka nach Bogatynia wurde inzwischen nochmals nach Süden bis an die tschechische Grenze verlegt.

## Vorgeschichte
Nachdem in der Mitte des 18. Jahrhunderts in verschiedenen Orten bei Zittau Braunkohle aufgefunden worden war, beauftragte der Rat zu Zittau 1779 den Freiberger Schichtmeister Mehner mit der Aufsuchung von Kohle bei Kleinschönau und Olbersdorf. Im Jahr darauf eröffnete der Bauer Weichenhain aus Seitendorf an der Küpper ein Braunkohlenwerk. Am 26. Mai 1800 wurde bei Türchau ein sechs Ellen starkes Braunkohlenflöz aufgefunden. 1802 ließ der Reibersdorfer Standesherr Johann Georg von Einsiedel bei Oppelsdorf einen Braunkohlentiefbau in Betrieb nehmen. Im Jahre 1830 wurden bei Zittau sechs Braunkohlenwerke betrieben, darunter drei Gräflich Einsiedelsche Gruben bei Gießmannsdorf, Oppeldorf und Türchau sowie Graf Clam-Gallassche Grube und die Weichenhainsche Grube bei Seitendorf. Anfänglich fand die Braunkohle nur als Dünger Verwendung, erst seit der Mitte des 19. Jahrhunderts wurde sie als Brennstoff genutzt. In der zweiten Hälfte des 19. Jahrhunderts entstanden im Reichenauer Zipfel eine Vielzahl von kleinen Braunkohlenwerken, zumeist waren es Bauern, die auf ihrem Grund Kohlenschächte abteuften. Ein Großteil dieser Bauerngruben war aber bis 1870 schon wieder eingegangen. Als Gegengewicht zu den in der Niederlausitz bergbautreibenden größeren Aktiengesellschaften schlossen sich am 27. Februar 1899 21 Oberlausitzer Braunkohlenwerke im Verein für bergbauliche Interessen der Braunkohlenwerke im Berginspektionsbezirk Dresden zusammen. Zu den Mitgliedern des bis in die 1930er Jahre bestehenden Vereins gehörten u. a. die Braunkohlenwerke Burghardt, Josef Weichenhain bei Seitendorf, Reinhold Friedrich, Kober, Krusche, Pfeiffer, Seifert & Rolle, Robert Scholze, E. E. Scholze und Bührdel bei Reichenau, E. G. Heidrich, O. Heidrich, Max A. Posselt, Carl G. Posselt und Julius G. Posselt bei Türchau, Gute Hoffnung bei Zittel sowie Herkules und die Staatliche Bergdirektion bei Hirschfelde.
1904 ließ der Gutsbesitzer Ernst Heidrich aus Türchau auf dem ehemaligen Hennigschen Braunkohlenwerk drei Schächte in sechs bis zehn Meter Teufe niederbringen, er brachte im Jahr darauf seine Braunkohlenwerke in die Gewerkschaft Herkules ein. 1907 wurde die Gewerkschaft Herkules in eine Aktiengesellschaft umgewandelt. Nach der Anschaffung eines Abraumbaggers erfolgte der Übergang vom Tiefbau zum Tagebau. Die Herkules AG erwarb 1907 größere Lagerstätten in Hirschfelde, Seitendorf und Türchau, darunter auch das Weichenhainsche Braunkohlenwerk; sie ließ in Hirschfelde eine Brikettfabrik errichten. Am 1. Januar 1917 übernahm der sächsische Staat die Herkules AG, nachfolgend firmierte das Werk als Staatliches Braunkohlenwerk Hirschfelde. Im selben Jahr kaufte der Staatsfiskus auch das Kraftwerk Hirschfelde von der Elektrizitäts-Lieferungsgesellschaft zu Berlin. Mit der Gründung der Aktiengesellschaft Sächsische Werke (ASW) gingen 1923 das Staatliche Braunkohlenwerk Hirschfelde und das Kraftwerk Hirschfelde in deren Besitz über. Nach dem Ende des Zweiten Weltkrieges wurde der Tagebau Hirschfelde vom Kraftwerk durch die neue Oder-Neiße-Grenzlinie abgetrennt und an die polnische Regierung übergeben. Verhandlungen einer sowjetisch-polnischen Kommission führten dazu, dass die Grube von deutscher Seite aus unter sowjetischer Aufsicht zur Versorgung des Kraftwerks Hirschfelde unter Einhaltung besonderer Bestimmungen weiter betrieben und die Kraftwerksasche auf polnischem Gebiet verkippt werden konnten. Am 30. Oktober 1945 beschlagnahmte die sowjetische Militärverwaltung das Betriebsvermögen der ASW. Die Kohle der Grube Hirschfelde wurde weiterhin ausschließlich an die Brikettfabrik und das Kraftwerk Hirschfelde geliefert. Jedoch bereiteten die neuen polnischen Behörden dem regulären Betrieb zunehmend Hindernisse. So wurden der Kohlenbahn nach Hirschfelde die üblichen rot-weißen Warnkennzeichen plötzlich untersagt, da diese Farben die polnischen Nationalfarben sind.

## Geschichte
Am 16. August 1947 wurde der Tagebau Hirschfelde unter polnische Verwaltung gestellt und erhielt den polnischen Namen Kopalnia Turoszów. Die 300 deutschen Bergleute wurden entlassen und durch polnisches Personal ersetzt. Nach der Übernahme des Tagebaus in polnische Verwaltung erfolgte die Belieferung des Kraftwerks Hirschfelde nur noch unregelmäßig, so dass der Leiter der Verwaltung für Berg- und Hüttenwesen der SMAD am 30. September 1947 im Befehl Nr. 286 die Belieferung des Kraftwerks Hirschfelde mit Rohkohle aus der Kopalnia Turoszów und im Gegenzug die Lieferung von Strom aus Hirschfelde an die Republik Polen anordnete.
1962 wurde nördlich des Tagebaus der erste Block des neu errichteten Kraftwerks Turów in Betrieb genommen. Damit einher ging eine deutliche Vergrößerung des Tagebaus mit mehreren Ortsabbrüchen. Aufgrund der politischen Ereignisse von 1980 in Polen kam es zu Unterbrechungen der Kohlelieferungen in die DDR, auch wurde die Abnahme der deutschen Kraftwerksasche verweigert. Der Kohletransport zum Kraftwerk Turów erfolgte ab 1981 über Förderbänder. 1982 wurde die Belieferung des deutschen Kraftwerks Hirschfelde mit Rohbraunkohle gänzlich eingestellt.
1994 wurde dem Betreiberkonzern PGE Bergbau und Konventionelle Energetik AG (PGE Górnictwo i Energetyka Konwencjonalna S.A.) der Betrieb des Tagebaus bis zum April 2020 genehmigt.
Ein im Oktober 2019 vom Betreiber gestellter Antrag auf Verlängerung dieser Konzession für weitere sechs Jahre wurde genehmigt, ebenso ein später gestellter Antrag auf generelle Verlängerung der Förderung bis 2044. Dieses Vorgehen ist bei den Anrainerstaaten Deutschland und Tschechien nicht unumstritten. Das vom Tagebau belieferte Kraftwerk Turów gilt als größter Treibhausgas-Produzent in Polen und als achtgrößter Treibhausgas-Produzent Europas. Die Kohleförderung führt grenzüberschreitend neben der Lärm- und Staubbelastung zu einer großflächigen Grundwasserabsenkung und damit verbundenen Bodensetzungen, die bis in die historische Altstadt von Zittau hineinwirken. Tschechien befürchtet durch die Grundwasserabsenkungen bei Weiterführung des Abbaus gravierende Probleme für die Trinkwasserversorgung von bis zu 10.000 Einwohnern im Umfeld des Tagebaus. Tschechien hat deshalb im Februar 2021 gegen den bis 2026 genehmigten Weiterbetrieb des Tagebaus Klage beim Europäischen Gerichtshof eingereicht, da im Verfahren zur Verlängerung der Bergbaukonzession der Grundsatz der loyalen Zusammenarbeit in der Europäischen Union nicht korrekt angewandt wurde. Das betraf insbesondere die Information der an grenzüberschreitenden Konsultationen beteiligten Öffentlichkeit und Mitgliedstaaten sowie den Zugang zu Gerichten. Vorab hatte bereits die Europäische Kommission diese Einwände Tschechiens bestätigt.
Der Europäische Gerichtshof hat im Rahmen einer am 21. Mai 2021 veröffentlichen Einstweiligen Anordnung die sofortige Einstellung der Förderung bis zum endgültigen Urteil über die eingereichte Klage verfügt. Mehrere deutsche Umweltverbände kritisierten die Landesregierung von Sachsen, sie habe sich nicht dafür eingesetzt, dass sich Deutschland der Klage Tschechiens anschließt.
Der Ministerpräsident Polens, Mateusz Morawiecki, erklärte zur Anordnung des EuGH, die Regierung werde „keine Schritte unternehmen, welche die Energiesicherheit Polens treffen könnten.“ Der Tagebau trage vier bis sieben Prozent der Energieerzeugung des Landes, unter anderem hänge der Betrieb von Schulen, Kliniken und Unternehmen von ihm ab. Der mehrheitlich in Staatsbesitz befindliche Konzern PGE, Betreiber von Tagebau und Kraftwerk, erklärte, es handele sich bei der Gerichtsentscheidung um „gewöhnliche Erpressung“. Ein Abbaustopp werde das polnische und europäische Energieversorgungssystem destabilisieren und könne zur Schließung der gesamten Anlage führen, zehntausende Einwohner der Region würden über Nacht ihre Einkommensgrundlage verlieren. Der Betreiber PGE hatte vorab mitgeteilt, dass im Fall einer Fördereinstellung ein Schaden von 13,5 Milliarden Złoty (etwa 3 Milliarden €) durch die Entlassung der Belegschaft, die Nichteinhaltung von Lieferverträgen und Pleiten bei Zulieferfirmen zu erwarten seien. Darüber hinaus sind laut PGE Umweltschäden zu erwarten.
Weil der Braunkohleabbau nicht gestoppt wurde, verurteilte der EuGH Polen im September 2021 zu einer Strafzahlung von 500.000 Euro in den EU-Haushalt für jeden weiteren Tag, an dem es der einstweiligen Anordnung vom Mai nicht nachkommt. Tschechien hatte im Juni eine Geldstrafe in Höhe von fünf Millionen Euro täglich beantragt. Der stellvertretende polnische Justizminister Romanowski erklärte daraufhin, man werde den Tagebau nicht schließen und die EU kein Geld erhalten.
Am 3. Februar 2022 gab der Generalanwalt des Falles Tschechien Recht. Die beiden Länder unterzeichneten jedoch am selben Tag einen Vertrag zur Einigung im Rechtsstreit. Der Bau eines Erdwalls zum Lärmschutz ist darin vereinbart und die Beendigung des Rechtsstreits.

## Bergschäden und Unglücksfälle
Am Morgen des 27. September 2016 kam es zu einer Hangrutschung, die sich auf knapp ein Viertel der Tagebaufläche ausdehnte. Eine Gefährdung des „Neißepfeilers“ besteht nicht.

## Öffentlichkeitsarbeit
Auf Antrag bei der Direktion besteht die Möglichkeit für Gruppenbesichtigungen. Im Saal des Direktionsgebäudes wurde anlässlich des 50. Jahrestages der Grube eine kleine Ausstellung mit zehn Vitrinen geschaffen. An der Straße von Trzciniec Dolny (Lehde) nach Sieniawka entstand auf dem „Neißepfeiler“ ein Aussichtspunkt mit Blick in den Tagebau.